# Собор Владимирских святых
Собо́р Влади́мирских святы́х — праздник в честь святых Русской православной церкви, чья жизнь была связана с территорией нынешней Владимиро-Суздальскиой епархией. Совершается 23 июня по старому стилю, что приходится на 6 июля по новому стилю.

## История
Инициатором установления данного праздника был архиепископа Владимирский и Суздальский Серапион (Фадеев). К его прошению об установлении дня соборной памяти были приложены служба святым Владимирской земли и список имен канонизованных святых вперемешку с именами неканонизованных усопших, выписанными из «Настольной книги священнослужителя». На рапорт архиепископа Владимирского и Суздальского Серапиона (Фадеева) об установлении празднования Собору Владимирских святых Патриарх Пимен положил резолюцию «Установить день празднования 23 июня / 6 июля, с благословением употреблять настоящую Службу в день праздника».
6 июля 1982 года в день Владимирской иконы Божией Матери впервые состоялось чествование святых, в земле Владимирской просиявших. На службе звучали песнопения Владимирским святителям, святым благоверным князьям, святым мученикам, святым преподобным отцам и святым преподобным матерям, блаженным и праведным из Службы Владимирским Святым, составленной Архимандритом Алексием (Кутеповым).
В 1999 году архиепископ Владимирский и Суздальский Евлогий (Смирнов) подал на имя председателя Синодальной комиссии по канонизации святых митрополита Крутицкого и Коломенского Ювеналия (Пояркова) прошение о прославлении двух неканонизованных, но присутствовавших в соборе Владимирских святых иеросхимонаха — Корнилия († 1681) и Лукиана († 1655) — в лике местночтимых святых. Материалы о канонизации иеросхимонахов Корнилия и Лукиана были рассмотрены на заседании Комиссии в 2000 году. По результатам рассмотрения митрополит Ювеналий направил рапорт Патриарху Алексию ΙΙ, в котором говорилось, что Комиссия не нашла препятствий «для <…> их канонизации в лике преподобных местночтимых святых Владимирской епархии».

## Список святых
Мученики
- Авраамий Болгарский († 1229),
- Митрофан архиепископ († 1238),
- Патрикий священномученик († 1411).

Преподобные
- Никита Переяславский († 1186)
- Илия Муромец Печерский († около 1188)
- Пахомий архимандрит и Феодосий († 1237)
- Даниил Успенский († 1238)
- Михаил, верижник Вязниковский († 1333)
- Сергий Радонежский († 1392)
- Роман Киржачский († 1392)
- Пахомий Нерехтский († 1384)
- Евфимий Суздальский († 1404)
- Стефан Махрищский († 1406)
- Никон Радонежский († 1426)
- Косма Яхромский († 1492)
- Иов, архимандрит Владимирский (XV в.)
- Прохор и Вассиан Ястребские († 1592)
- Дионисий Переяславский († 1645)
- Лукиан Александровский († 1654)
- Корнилий Александровский († 1681)
- Зосима Александровский († около 1713).

Преподобные жены:
- Мария (в иночестве Марфа) († 1206)
- Феодосия (в иночестве Евфросиния) († 1244)
- Евфросиния Суздальская († 1250)
- Васса (в иночестве Феодора) Нижегородская († 1378)
- София Суздальская († 1542)
- Феодосия Муромская (XVII век).

Святители
Митрополиты:
- Максим Киевский († 1305)
- Алексий (Бяконт) († 1378)
- Иона Московский († 1461)
- Иларион Суздальский († 1707)

Архиепископы:
- Дионисий Суздальский († 1385)
- Арсений Элассонский († 1625)

Епископы:
- Феодор Ростовский († 1023)
- Иоанн Ростовский († 1214)
- Симон Печерский († 1226)
- Кирилл Ростовский († 1262)
- Серапион Владимирский († 1275)
- Феодор Владимирский († 1286)
- Василий Рязанский († 1295)
- Софроний Суздальский († 1654)
- Митрофан Воронежский († 1703).

Благоверные
Князья:
- Глеб Муромский († 1015),
- Константин Муромский († 1129),
- Михаил и Феодор Муромские (XII век)
- Борис Туровский († около 1160)
- Изяслав Андреевич († 1165)
- Мстислав Изяславич († 1172)
- Андрей Боголюбский († 1174)
- Глеб Владимирский († 1174)
- Михаил Владимирский († 1176)
- Петр Муромский († 1228)
- Георгий Всеволодович († 1238)
- Василько Ростовский († 1238)
- Всеволод Георгиевич Владимирский
- Мстислав Георгиевич
- Владимир Владимирский
- Димитрий Владимирский († 1238)
- Феодор Ярославич Владимирский († 1246)
- Святослав Всеволодович († 1253)
- Александр Невский († 1263)
- Дмитрий Святославич Юрьевский († 1269)
- Димитрий Александрович († 1294)
- Феодор Стародубский († 1330).

Княгини:
- Ирина Муромская († около 1129)
- Феврония Муромская († 1228)
- Агафия, Феодора, Мария и Христина († 1238)
- Евдокия Владимирская (XIV век).

Праведные
- Георгий и Иулиания Муромские († 1604)
- Карп Мёдушский (XVII век (?))
- Савва Мошокский († 1592).

Блаженные, Христа ради юродивые
- Киприан Суздальский († 1622)
- Евдокия Суздальская († 1776)
- Парфений Суздальский († вторая половина XVI века).